# Den døende svane
Den døende svane (russisk: Умирающий лебедь, translit. Umirajusjtjij lebed) er en russisk stumfilm fra 1917 instrueret af Jevgenij Bauer.

## Handling
Den stumme danser Gizella bliver forelsket i Viktor, som hun har mødt ved søen. Hun tror kærligheden er gengældt, men hun ser Viktor med en anden kvinde efter han har aflyst et stævnemøde med Gizella.
Kunstneren Glinskij ser hende danse Svanens død og bruger hende som model for et maleri med døden som tema. 

## Medvirkende
- Vera Karalli som Gizella
- Aleksandr Kheruvimov
- Vitold Polonskij som Viktor Krasovskij
- Andrej Gromov som Valerij Glinskij
- Ivane Perestiani